# Parafia św. Jana Chrzciciela w Grodowcu
Parafia św. Jana Chrzciciela w Grodowcu – parafia rzymskokatolicka, terytorialnie i administracyjnie należąca do diecezji zielonogórsko-gorzowskiej, do dekanatu Głogów – św. Mikołaja. W parafii posługują księża diecezjalni. Kościół parafialny jest sanktuarium diecezjalnym Matki Bożej Grodowieckiej – Jutrzenki Nadziei.